# Charlie Rose (talk show)
Pour animateur éponyme, voir Charlie Rose.

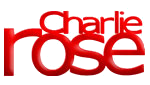
Logo de Charlie Rose

Charlie Rose est un talk-show animé par le journaliste éponyme, diffusé par le réseau américain PBS. Dans cette émission, Charlie Rose reçoit des personnalités qui parlent de leur métier, leur vie privée, leurs passions, leurs réflexions...

## Invités
|  |

| - Peter Gabriel - Julie Delpy - Robert De Niro - Catherine Deneuve - Lauren Bacall - Leonardo DiCaprio - Arielle Dombasle - Phil Collins - Jean Dujardin - Robert Downey, Jr. - Michelle Pfeiffer - Stephen King - Robert Evans - Adèle Exarchopoulos - Laurent Fabius - Kirk Douglas - Milton Friedman - Malcolm Gladwell - Doris Kearns Goodwin - Brian Grazer - Michael Douglas - Chuck Hagel - Christian Bale - Richard Holbrooke - Michael Ignatieff - JR (artiste) - Eric Kandel - Salman Khan - Naomi Klein - Christine Lagarde - Jude Law - Frédéric Lefebvre - Bernard-Henri Lévy - Dave Matthews - Bill McKibben - Thierry de Montbrial - Corinne Narassiguin - Mariah Carey |

| - Barack Obama - Conan O'Brien - Clive Owen - Dolly Parton - Sarah Palin - Anthony Hopkins - Kenneth Branagh - Charles M. Schulz - Jerry Seinfeld - Manmohan Singh - George Stephanopoulos - Howard Stern - J. K. Rowling - Salman Rushdie - Carl Sagan - Nicolas Sarkozy - Bruce Springsteen - Jon Stewart - Cat Stevens - Dominique Strauss-Kahn - Nassim Nicholas Taleb - Quentin Tarantino - Audrey Tautou - Hunter S. Thompson - Christopher Reeve - Dominique de Villepin - Rick Wagoner - Jimmy Wales - David Foster Wallace - Barbara Walters - Christoph Waltz - The White Stripes - Brad Pitt |